# Semanotus yakushimanus
Semanotus yakushimanus är en skalbaggsart som beskrevs av Makihara 2004. Semanotus yakushimanus ingår i släktet Semanotus och familjen långhorningar. Inga underarter finns listade i Catalogue of Life.